# ブルーブレイカー 〜剣よりも微笑みを〜
『BLUE BREAKER 〜剣よりも微笑みを〜』（ブルーブレイカー けんよりもほほえみを）は、1996年にNECホームエレクトロニクスより発売されたPC-FX用ゲームソフトである。同タイトルはヒューマンよりセガサターン版、『BLUE BREAKER 〜笑顔の約束〜』のタイトルでPlayStation版が1997年に発売された。PlayStation版ではイベントが多数追加されており、ゲームバランスの調整も施されている。また、PlayStationでは本作のヒロインたちが戦う3D対戦型格闘ゲーム『BLUE BREAKER BURST 〜笑顔の明日に〜』、『BLUE BREAKER BURST 〜微笑みを貴方と〜』が発売されている。

## 概要
17歳の誕生日に嫁探しの旅に出発した主人公は、その途中魔王の封印を解いてしまい魔王を倒さなければならなくなる。魔王を倒すというファンタジーRPGでは定番のストーリーに、各地で出会い仲間となるヒロインたちとの親密度を深めて結婚を目指す恋愛シミュレーションゲームの要素を加えた「恋愛RPG」という異色ジャンルである。
恋愛の拠点となるのは「ギルド」と呼ばれる場所。そこで装備を整えたり、女の子と出会ったりすることができる。女の子をパーティに組み込むのもギルドでしかできない。連れて行く事のできる女の子は2人まで。花嫁候補となる女の子は全部で9人。
女の子と仲良くなるには、依頼された仕事を成功させたり、親密度を上げるためにプレゼントを贈ったりする事で愛を育む必要がある。ただし、戦闘で守り切れず、HPが0になってしまうと、すぐに嫌われてしまう。
製作元はNECホームエレクトロニクスとヒューマンの共同出資により設立されたヒューネックス。恋愛シミュレーションゲームというジャンルを確立したPCエンジン版『ときめきメモリアル』（コナミ）の開発スタッフであった立石流牙がプロデューサーを務めたことで話題となった。
一般的な恋愛ゲームでは、通常の会話場面では立ちグラフィックが使われ、特定のイベントシーンでCGが表示される。それに対し本作では、イベントシーンではアニメーションが使われる。また通常の会話場面でもバストアップのアニメーションが表示される。このため本作には、CGや立ちグラフィックが存在しない。PC-FXの動画再生機能を有効に活用した表現方法であったが、これがサターン、プレイステーションへの移植に際してあだとなり、移植版のユーザー評価が下がる原因の一つとなった。
難易度が高く、クリアするのが容易でない。また一般的な「恋愛ゲーム」は複数のヒロイン達とのエンディングを迎えるために、複数回のプレイを前提としているが、RPGである本作は1回のプレイにもかなりの時間がかかり、すべてのエンディングを迎えるためには相当な時間を要する。PC-FX版はゲーム本数が少なく、やり込み型ゲームであった為かユーザーに受け入れられたが、サターン版では難易度の為にユーザー評価は低くなった。
サターン版の移植はサクセスが担当した。しかしバグが多く、攻略不可能なキャラクターが存在するなど致命的な不具合もあったため、後日不具合を修正した製品との交換が行なわれた。なお、現在は発売元のヒューマンが倒産しているため交換は出来ない。
プレイステーション版はヒューマン倒産後にハムスターからブルーブレイカーバーストシリーズ共々、廉価版が発売された。また2007年より、ゲームアーカイブスよりダウンロード販売が開始された。PS版は複数のイベントが同時に発生する事がある。また全面的なゲームバランスの難易度を修正するために60種類のアイテムが追加されたり新しいモンスターを登場させたりと様々な改良が施されている。

### 戦闘
戦闘はセミオートシステムを採用し、必要時のみユーザーが入力を行なう。ただし女の子の好感度が低い序盤は、ほとんど指示通りに動いてくれない。

### マップ
本作の舞台となる「虚空の道」は各拠点と拠点同士を繋ぐ一本の道で構成されている。拠点に存在するダンジョンなども目的地点まで一本の道で繋がる構造となっており、ルーイン遺跡以外は分岐が存在しない。

### パーティー
パーティーは主人公と女性キャラクター2名で構成される。そのうち1名は冒険者ギルドの存在する国に宿泊する毎に、既に知り合っている女性キャラクターのなかからローテーションで割り当てられる。もう1名として、そのほかの女性キャラクターの中からプレイヤーが任意に選んだキャラクターに同行を求めることができる。

## 登場人物

### 主人公
ケイン
声：遠近孝一（ドラマCDのみ）

### ヒロイン
アーシャ
声：橘ひかり
明るく優しい性格の神官見習い。回復魔法を得意とする。
カルミー
声：日高奈留美
ボーイッシュで気の強い傭兵兼賞金稼ぎ。好みのタイプは自分より強い男
サージュ
声：山崎和佳奈
呪術に長けている。暗い性格で小さなころから虐められた経験をもっている。
ターナ
声：鉄炮塚葉子
大樹に住む妖精族。自然や動物を愛し、人間や文明の事を嫌っている。弓と精霊魔法が得意。
ナルター
声：山田美穂
魔法も得意とする女戦士。マヤと同様、謎の多い女性。
ハミュン
声：原田かおり（PC-FX版、SS版） / 桑島法子（PS版、ドラマCD）
世界一の魔法使いの弟子で実力者。
マヤ
声：鈴木砂織
機械王国シンマの姫に似ている美女。自分のことを語ろうとしないなど、謎が多い。三節棍を武器にした棒術で戦う。

ヤーム
声：山本美由紀
鍵や罠を外す知識も持っていて人生経験の豊富な職業。
レッカ
声：菅原祥子
隠しキャラ。異次元アースから来て虚空の道に落ちてきた戦士。妹のラミーを探している。
追加要素キャラの為か戦闘力がかなり高いがアニメシーンが一切ない。
攻略＋登場には最短でも本編を3周クリアしなければならない（ラミーユ攻略のために2周しなければならないため）。

ワイズ
声：森田めぐみ
主人公の行く先々に現れ、助言をしてくれる謎めいた女性。
仲間にはなるが、一度ゲームをクリアした後でなければパーティに加えることはできない。パーティーに加えれば非常に強力な回復魔法と攻撃魔法を使いこなし、自分以外の仲間が戦闘不能になった際には完全復活させてくれる頼れる存在。ただし、後半で退場する為、ラストバトルには参加できない。

セガサターン版では、攻略条件を満たしてもエンディングが見られないバグが存在していた。このバグが発生してしまうと彼女のエンディングを見たことにならないため、ワイズ攻略後のラミーユ、そしてラミーユクリア後に攻略可能となるレッカのエンディングも見られなくなってしまう。
キメナ
声：松下美由紀
ブルーブレイカーバーストシリーズで追加されたオリジナルキャラ。彼女中心のメインシナリオが存在する。
離れの国ディータ出身の活発での少し気の強い抜刀術を使う刀剣士。

### 重要キャラクター
イナル
声：関俊彦

ディーザ
声：小杉十郎太
ケインの父親。アンデッドマスターを一撃で倒すほどの剣術の使い手。
クーマ先生
声：中田譲治
ハミュンの育ての親で魔術の師。
レベルアップ妖精
声：菅原祥子

### 主要敵キャラクター
魔王ダークロード
声：中田譲治

マジックマスター
声：石野竜三

ソードマスター
声：成田剣

アンデッドマスター
声：宇垣秀成

ゴーレムマスター　ラミーユ
声：渡辺久美子
主要敵の中で唯一の女性。魔王ダークロードの娘でもある。
仲間にできるが、ワイズを攻略してクリアしたデータが必要であるため、最短でも本編を2周クリアしなければならない（ワイズ攻略のために1周しなければならないため）。
ダークジー
声：無し

聖剣
声：？
ブルーブレイカーバーストでのキッカ以外の各キャラシナリオでのラスボス。邪悪な意志を持ち世界を破滅させんと力を手に入れようとする。
言葉も発することもでき宙に浮き自由に動き回る。他人に憑依している時もある。

## テーマソング
- 笑顔の約束（歌：橘ひかり）